# Julia Leonidovna Latynina

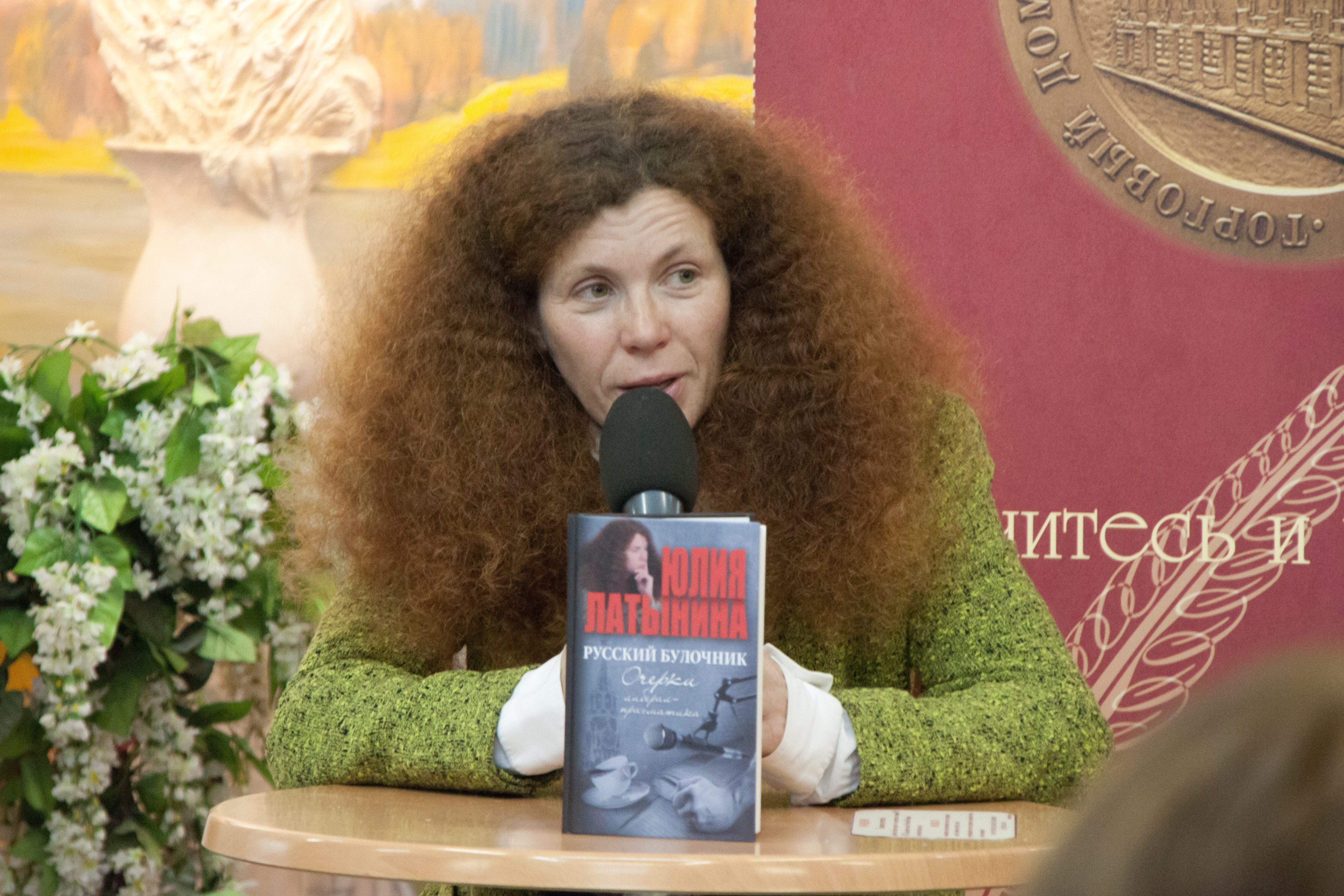
Julia Leonidovna Latynina

Julia Leonidovna Latynina (rusky Ю́лия Леони́довна Латы́нина; * 16. června 1966, Moskva) je ruská novinářka, spisovatelka a rozhlasová moderátorka, spolupracující s ruským opozičním deníkem Novaja gazeta, či rozhlasovou stanicí Echo Moskvy.

## Život a dílo
Je dcerou ruského spisovatele Leonida Alexandroviče Latynina (rusky Леонид Александрович Латынин) a literární kritičky Ally Nikolajevny Latyniny (rusky Алла Николаевна Латынина). Po studiu na Literárním institutu Maxima Gorkého získala doktorát v oboru filologie pod vedením ruského jazykovědce Vjačeslava Vševolodoviče Ivanova na Institutu světových literatur Maxima Gorkého Ruské akademie věd (rusky Институт мировой литературы имени А. М. Горького РАН).
V roce 2007 se stala laureátkou mezinárodní ceny Maria Grazia Cutuli za žurnalistiku.
V roce 2017 se pak uchýlila k dobrovolnému pobytu v exilu, poté co se v jejím domě přiotrávilo plynem osm lidí a jí navíc shořelo auto. Nové místo pobytu neuvedla, avšak zmínila, že odešla do exilu se svými rodiči.
Je autorkou zhruba 20 knih; na začátku svojí literární dráhy publikovala mj. i pod pseudonymem Jevgenij Klimovič (rusky Евгений Климович).

### Útok na Latyninu

#### Kbelík fekálií za trolly (2016)
Kvůli svojí protirežimní a investigativní činnosti, spočívající např. v rozřešení pozadí placených ruských trollů, byl na ní v roce 2016 na moskevské třídě Nový Arbat vylit kbelík výkalů, a to za doprovodu slov dvojice mužů o tom, jak špatně se chová ke svému národu.